# Machakheli
El Machakheli (en georgiano: მაჭახელი, Mach'akheli, en turco: Maçahel) es una zona histórica geográfica, y un valle a lo largo del río Machakhlistskali, entre Turquía y Georgia. Hay 23 pueblos establecidos en este valle.
El área había sido parte del reino de Georgia, hasta su fragmentación en el siglo XV. Luego pasó a manos de los príncipes semiindependientes de Samtskhe (también conocidos como Saatabago, საათაბაგო), que estaban bajo el sultán otomano Mehmed II en 1479. El área se hizo famosa especialmente por su producción de fusiles apodados Machakhela desde finales del siglo XVIII hasta mediados del siglo XIX.
Machakheli cayó esporádicamente bajo el control de la Rusia Imperial en sus numerosas guerras con el Estado otomano. Después de la implementación de la nueva frontera turco-soviética de Georgia y Turquía, en 1921, Machakheli se dividió entre estas dos entidades.